# Fortezza di Kristiansen
La fortezza di Kristiansen (in norvegese Kristiansten festning ) è situata su un colle ad est della città di Trondheim, nella contea di Trøndelag (Norvegia). È stata costruita dopo l'incendio di Trondheim nel 1681 per proteggere la città dagli attacchi da est. La costruzione terminò tra il 1684 e il 1685. Ebbe un ruolo importantissimo nel 1718, quando i cittadini respinsero gli invasori svedesi grazie all'aiuto della fortezza.

## Costruzione
Trondheim è stata protetta fin dalle origini da fortificazioni edificate lungo il fiume Nidelva, ma è sempre stata vulnerabile agli attacchi provenienti dall'est. La fortezza fu quindi costruita su di un colle orientale con un duplice obiettivo: difendere e, contemporaneamente, controllare la città. Il generale Johan Caspar von Cicignon ebbe il compito quindi sia di ricostruire la città sia di edificare la fortezza, che tra l'altro fu progettata da lui stesso.
La fortezza fu costruita nel periodo 1681 - 1684 e cintata da mura di difesa nel 1691. Queste fortificazioni furono circondate ulteriormente da una palizzata continua e quindi collegate alla città fortificata. Nel 1750 la rocca fu modernizzata con nuovi bastioni e casematte per la protezione contro l'artiglieria pesante. Due nuove opere di difesa sono state anche costruite isolatamente ad est - Grüners e Frølichs redutt. Ma sono difficilmente visitabili.
Dal 1816 fino al 1997 fu sede dei vigili del fuoco della Norvegia. Dal 1997 ospita un museo.

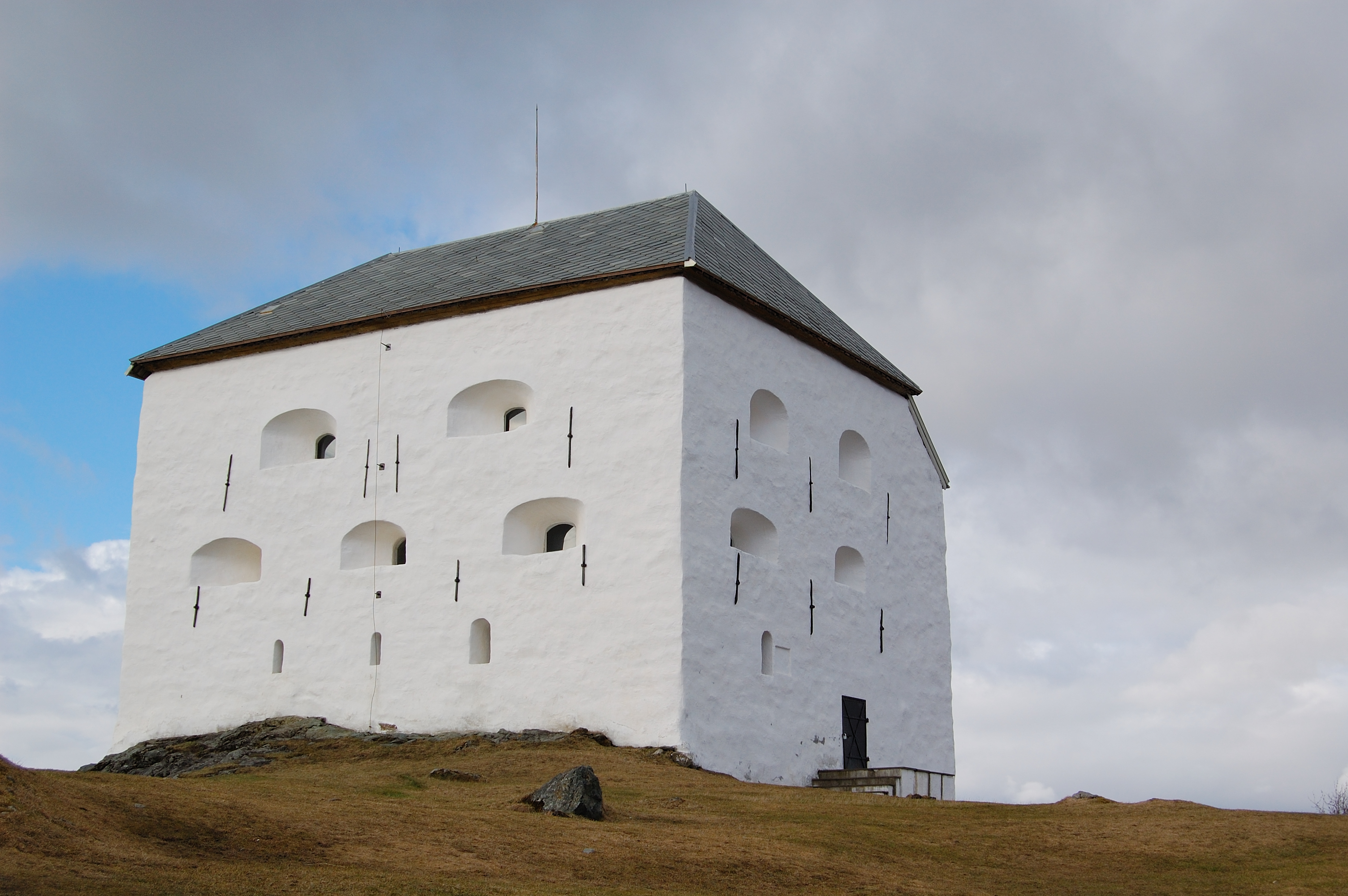
La torre di difesa.

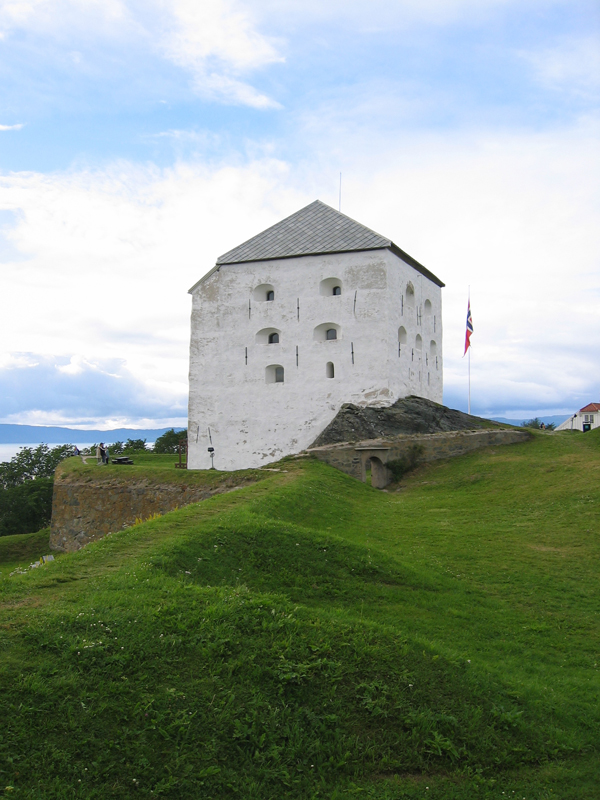
La torre di difesa da un'altra prospettiva.

## Grande guerra del Nord
Negli ultimi giorni della Grande guerra del Nord, Carlo XII di Svezia invase la Norvegia per una seconda volta. Mentre Carlo XII portò la sua armata principale ad Halden (all'epoca Fredrikshald) per attaccarla, un esercito al comando del generale Carl Gustaf Armfeldt fu mandato nel Trøndelag con l'obiettivo di invadere Trondheim, che era difesa da 6.900 uomini sotto il comando di Vincens Budde. Le forze svedesi resistettero all'assedio degli abitanti e dei contadini delle campagne per lungo tempo. L'inverno incombeva ma Trondheim resisteva strenuamente. La città ormai era sotto assedio ma la resistenza della fortezza di Kristiansen costrinse gli svedesi a ritirarsi verso Verdal, nel Trøndelag. Carlo XII si infuriò e ordinò di conquistare ad ogni costo la città di Trondheim. Nonostante fosse ormai circondata, la fortezza e gli uomini di Budde riuscirono a respingere gli svedesi finché il freddo e la fame non ridussero il numero di soldati a circa 4.000 unità. Nel mese di dicembre del 1818, Carlo XII fu ucciso a Halden da un proiettile durante l'assedio alla città e le truppe svedesi quindi furono costrette a lasciare la Norvegia per intero. Sulla via del ritorno attraverso le montagne, quasi tutto l'esercito andò disperso a causa di una violenta bufera di neve. Il ritiro è stato paragonato a quello di Napoleone da Mosca per il numero di vittime.

## Il XIX secolo
La fortezza fu dismessa nel 1816 dal re Jean-Baptiste Jules Bernadotte.

## Il XX secolo
La bandiera di guerra norvegese con il distintivo che indica l'unione con la Svezia è stata ammainata il 9 giugno 1905, mentre la bandiera di guerra "pura" è stata issata al contrario. Il 18 novembre 1905 qui si svolsero dei festeggiamenti per l'elezione del principe Carlo di Danimarca a re di Norvegia, noto col nome di Haakon VII di Norvegia.
Durante l'occupazione tedesca della Norvegia nella seconda guerra mondiale i nazisti giustiziarono un gran numero di patrioti norvegesi all'interno della fortezza di Kristiansten.
La fortezza era il luogo ufficiale di esecuzione dei traditori e dei criminali di guerra durante e dopo la seconda guerra mondiale. Il famigerato nazista tedesco Henry Rinnan fu giustiziato qui il 1º febbraio 1947 insieme a nove dei suoi seguaci.

## Panorama
Da questa fortezza si può vedere la strandlinja, una linea topografica lungo le colline del Bymarka dove un tempo c'erano spiagge e scogliere. La "linea" (immaginaria, ovviamente) si allunga tra le colline vicino a Trondheim, ma prosegue fino al quartiere di Byåsen.